# خانه محمدحسنی‌ها
خانه محمد حسنی‌ها مربوط به دوره صفوی است و در ندوشن، محله قلعه واقع شده و این اثر در تاریخ ۳۰ تیر ۱۳۸۴ با شمارهٔ ثبت ۱۲۱۳۰ به‌عنوان یکی از آثار ملی ایران به ثبت رسیده است.